# Can Tintorer (Molins de Rei)
Can Tintorer és una masia de Molins de Rei (Baix Llobregat) inclosa a l'Inventari del Patrimoni Arquitectònic de Catalunya.

## Descripció
Aquesta masia, tancada per un pati on hi ha un gran jardí, ha estat molt reformada. De planta rectangular, està formada per planta i pis i s'orienta cap a migdia. La planta baixa, a la que s'ha afegit un cos de vidre, consta de porta adovellada amb arc de mig punt i una finestra a cada banda. Al pis hi ha diverses finestres, totes elles amb marc de pedra. A una d'elles es llegeix la inscripció: "20 MYG + 1675 - ISIDRO IHS TINTORER". La teulada és a dues aigües paral·leles a la façana. A l'edifici primitiu s'han anat afegint diferents construccions per tal d'adaptar-lo a la seva utilitat actual.

## Història
Aquest mas pertany a les finques que, condicionades al feudalisme amb el pagament de delmes i subjectes als "mals usos", crearen el floriment d'aquestes terres.
Quant a la seva història, se sap que Isidre tintorer comprà la casa a la família Mas l'any 1671.